# Legs Weaver
Legs Weaver est une bande dessinée italienne (ou Fumetti) de science-fiction en noir et blanc, publiée mensuellement en Italie entre 1994 et 2005 par Sergio Bonelli Editore. Rebecca "Legs" Lawrence Weaver, le personnage principal de la bande dessinée, est d'abord apparue comme la partenaire de Nathan Never, dans la série éponyme (# 1, agent spécial Alfa) en 1991. Legs Weaver en est donc un spin-off, de nombreux personnages apparaissant ainsi dans les deux séries. Son point de différenciation tient à son atmosphère plus ironique et drôle qui contraste avec celle plus profonde et sombre de Nathan Never. 
La principale inspiration pour le personnage de la série fut l'héroïne des films Alien, Ellen Ripley, jouée par Sigourney Weaver.
Initialement, Antonio Serra s'occupa de la bande dessinée. Il a introduit un certain nombre d'histoires qui pourraient être lues comme une parodie du chauvinisme contre le féminisme. Après une période intermédiaire pendant laquelle Stefano Piani édita les histoires, une refonte majeure de la série fut faite en 2004 en réponse à une baisse notable des ventes. Cette tentative pour doper les ventes échoua finalement et la série s'est terminée sur un dernier numéro publié en octobre 2005.

## Synopsis
Née Rebecca Weaver, Legs est la fille d'une famille de classe moyenne. Durant son enfance, elle a souffert de dyslexie et de dysmétrie. Ces conditions ont contribué à développer une personnalité fermée et faible. Pour rompre avec sa vie décevante, à 18 ans, Rebecca s'inscrit à la Rogers Academy, une école militaire destinée à former de futurs soldats, des agents privés et des gardes du corps.
À cette académie, Rebecca montra un talent remarquable pour les armes et les appareils militaires, mais elle était faible dans les autres matières. Elle est alors aidée par sa colocataire, Sybyl Danning. Finalement, elle se mariera avec Oliver Lawrence, le fondateur de l'académie. Sa vie est chamboulée quand elle est condamnée à tort pour le meurtre de son mari.
En prison, Rebecca change. Des abus sexuels qu'elle y subis et un environnement difficile la refaçonnent en une personne plus dure. C'est en prison que Rebecca prend le surnom de Legs. Elle quitte la prison grâce à Edwards Reiser, un entrepreneur et le fondateur de l'Agence Alfa. Reiser était à l'affût d'agents spéciaux potentiels et parvint à faire sortir Legs de prison à condition que celle-ci rejoigne son agence.
Chez Alfa,Legs est toujours capricieuse et difficile à gérer mais juste. Cependant, au fil de l'histoire, nous apprenons que Legs a plus de profondeur. Elle devient ainsi rapidement la meilleure amie de Nathan Never au sein de l'agence.
Sa vie change quand elle rencontre May Frayn. D'abord voleuse avec ses deux sœurs, celle-ci rejoint ensuite l'agence Alfa.
Legs est lesbienne. Elle partage d'ailleurs un appartement avec May pendant un moment et, pendant la majeure partie de cette période, elles sont amoureuses. Cependant, May ne peut pas réconcilier son amour des hommes avec son amour pour Legs. Une nouvelle femme prend sa place dans la vie de Legs: Janet Blaise. Janet ressemble beaucoup au personnage de Lara Croft de Tomb Raider.

## Personnages
Les personnages de la série incluent:

### Agents d'Alfa
- Legs Weaver, agent d'Alfa et héroïne de l'histoire;
- May Frayn, ancienne voleuse d'art devenue agent d'Alfa. Meilleure amie de Legs ainsi que sa petite amie et sa colocataire pendant un temps puis épouse de Branko, le nouveau partenaire de Nathan Never. Elle et ses sœurs (April et June) ressemblent aux personnages principaux du manga Cat's Eye;
- Edward Reiser, fondateur brutal et intransigeant d'Alfa;
- Nathan Never, un ex-flic agent d'Alfa, ami et premier partenaire de Legs au sein de l'agence;
- les jeunes triplettes Melody, Harmony et Symphony Ross, pilotes de chasse pour Ross Aviation et alliées d'Alfa;

### Amis, famille et alliés[1]
- Harvey, petit dragon sentient qui vit chez Legs et l'aide dans certaines de ses aventures. Excellent cuisinier.
- Janet Blaise, agent secret et la petite amie de Legs. Janet ressemble beaucoup au personnage de Lara Croft de Tomb Raider.
- Rick, voisin de Legs amoureux d'elle et voyeuriste.
- Oliver Lawrence, fondateur de la Rogers Academy et époux de Legs dont elle fut (à tort) accusée du meurtre avant d'intégrer l'Agence Alfa.

### Ennemis de Legs[2]
- Jahna, fondatrice des Black Ladies, une organisation secrète dont le but est la destruction de tous les hommes ou mâles ;
- Legs Weaver d'un monde parallèle où les femmes étaient des esclaves qui devient le nouveau boss des Black Ladies, ennemie de Caym ;
- Caym, fondateur du Sin Club, une organisation secrète dont l'objectif principal est de commettre des péchés, originaire d'un monde parallèle qu'il dirigeait d'une main de fer;
- Alì El Bashir, membre du Sin Club qui fit Legs tombée amoureuse de lui grâce à un sortilège ;
- Roman Mariner, membre du Sin Club avec sa cousine Rita, prêt à détruire le monde pour accomplir son rêve de création d'une espèce amphibie ;
- Rita Mariner, membre du Sin Club avec son cousin Roman, prête à détruire le monde pour accomplir son rêve de création d'une espèce amphibie ;
- Sytri, membre mystérieux du Sin Club capable de se transformer en démon et tenta de l'épouser.

## Fin
Malgré les tentatives de renouvellement de la série en 2004, Legs n'a pas vu une augmentation significative des ventes. La série fut donc annulée avec le numéro 119, publié en octobre 2005. Cependant, le personnage de Legs n'a pas disparu de l'univers de Nathan Never et a été réintégré dans la série dans le Nathan Never numéro spécial 16 (Décembre 2006).